# Batang Kumu
Batang Kumu is een bestuurslaag in het regentschap Rokan Hulu van de provincie Riau, Indonesië. Batang Kumu telt 10.717 inwoners (volkstelling 2010).